# I delitti del cuoco
I delitti del cuoco è una serie televisiva italiana del 2010, con protagonista Bud Spencer nel suo ultimo lavoro.

## Produzione
Girata ad Ischia da luglio a ottobre 2009 vede come interpreti principali Bud Spencer (qui alla sua ultima interpretazione), Enrico Silvestrin, Sascha Zacharias, Lucia Ragni, Giovanni Esposito, Eleonora Sergio, Yari Gugliucci, Andréa Ferréol e Gigi Savoia. La serie è andata in onda in prima visione su Canale 5 dal 9 maggio al 6 giugno 2010.
La serie si ispira a Nero Wolfe di Rex Stout, ed è sceneggiata da Carlotta Ercolino e prodotta dalla Smile, casa di produzione del figlio di Bud, Giuseppe Pedersoli, mentre la regia è affidata ad Alessandro Capone.

## Trama
Carlo Banci, all'anagrafe Rosario, è l'anziano ex commissario di polizia dell'isola di Ischia. Andato in pensione, ha deciso di aprire un ristorante, "Il Polipo Allegro". In questa nuova attività, Carlo si fa affiancare da tre "vecchie conoscenze" che in passato aveva fatto arrestare in tutta Italia: l'avvelenatrice Castagna, la falsaria Margherita, il rapinatore Antonio.
Il burbero chef, che in realtà non ha perso la sua passione per la giustizia e la difesa dei più deboli, avvalendosi dell'aiuto dei tre dipendenti, collabora seppur indirettamente alle indagini che, di volta in volta, coinvolgono Francesco, suo figlio adottivo e anch'egli poliziotto.
Presto però, la loro nuova vita viene sconvolta dall'arrivo di Elsie, una giovane tedesca che si finge suora e successivamente si scoprirà che è una ladra internazionale, figlia di Banci e di una sua vecchia fiamma conosciuta in Germania, anch'ella ladra.
Elsie deve interrompere la sua attività ladresca perché è strettamente controllata e severamente punita dal padre, e anche perché nel frattempo scopre di essere una brava cuoca, diventando l'aiuto-chef del ristorante, e scopre anche l'amore, precisamente per Francesco che però è inizialmente fidanzato con la collega Serenella; la storia tra i due, alla fine, prenderà il volo.

## Episodi
| Stagione       | Episodi | Prima TV |
| -------------- | ------- | -------- |
| Prima stagione | 11      | 2010     |

## Curiosità
- La serie ha familiarità con Distretto di Polizia, dovuta non solo al genere poliziesco, ma anche ad alcuni medesimi attori: innanzitutto Enrico Silvestrin, che ne I delitti del cuoco dà continuità al suo personaggio del poliziotto sebbene con un nome e con un ruolo diverso da quello interpretato in Distretto di Polizia, poi Roberto Nobile (noto al grande pubblico soprattutto per aver interpretato il personaggio di Antonio Parmesan, storico sovrintendente del commissariato "X Tuscolano"), Marco Marzocca ed Eleonora Sergio.
- La fiction è incentrata su una delle più grandi passioni di Bud Spencer-Carlo Pedersoli, che è per l'appunto la cucina, tanto che, qualche anno dopo (nel 2014), ha scritto un libro a tema intitolato "Mangio ergo sum"[1].

## Inesattezze
- Il nome del ristorante è "Il Polipo Allegro" ed ha raffigurato sull'insegna un polpo. Ma in realtà il polipo è un animale completamente diverso dal polpo.
- In un episodio viene detto che Gabriele D'Annunzio venne ucciso da due sue amanti che lo gettarono dal balcone. In realtà D'Annunzio morì per un'emorragia cerebrale. L'episodio avvenne realmente, con la differenza che invece di essere fatale gli provocò una lunga agonia da cui si riprese dopo diversi giorni.
- Nell'episodio 8 viene più volte menzionata come arma del delitto la "tetradossina", invece il nome corretto è "tetrodotossina".